# Березанська волость
Березанська волость — адміністративно-територіальна одиниця Переяславського повіту Полтавської губернії з центром у містечку Березань.
Станом на 1885 рік складалася з 7 поселень, 20 сільських громад. Населення 10243 осіб (5083 чоловічої статі та 5160 — жіночої), 1414 дворових господарств.
|                     | Площа, десятин | У тому числі орної, десятин |
| ------------------- | -------------- | --------------------------- |
| Сільських громад    | 8266           | 6280                        |
| Приватної власності | 10590          | 4900                        |
| Казенної власності  | 407            | —                           |
| Іншої власності     | 134            | 107                         |
| Загалом             | 19397          | 11287                       |

Поселення волості:
- Березань — колишнє державне та власницьке містечко при річці Недра за 30 верст від повітового міста, 5194 особи, 796 двір, 2 православні церкви, єврейський молитовний будинок, школа, 10 постоялих будинків, 7 лавок, базари, 42 вітряний млини, селітровий завод.
- Леляки — колишнє державне та власницьке село при протоці Вершина, 953 особи, 120 дворів, православна церква, 20 вітряний млин.
- Паришків — колишнє державне та власницьке село при рукаві річки Недра, 914 осіб, 122 двори, православна церква, 20 вітряних млинів, маслобійний завод.
- Семенівка — колишнє власницьке село при протоці Вершина, 2019 осіб, 278 дворів, православна церква, 2 постоялих будинки, 33 вітряних млини.
- Бакумівка, селище
- Заостровський, хутір
- Хмельовик, хутір